# ITunes Festival: London 2007
iTunes Festival: Live London es el segundo extended play de la cantante británica Amy Winehouse lanzado el 13 de agosto de 2007.

## Lista de canciones
| N.º   | Título                   | Duración |  |
| 1.    | «Tears Dry On Their Own» | 3:20     |  |
| 2.    | «Back to Black»          | 4:07     |  |
| 3.    | «Love Is a Losing Game»  | 2:31     |  |
| 4.    | «Rehab»                  | 3:45     |  |
| 5.    | «Me & Mr. Jones»         | 2:50     |  |
| 6.    | «You Know I'm No Good»   | 4:23     |  |
| 7.    | «He Can Only Hold Her»   | 3:11     |  |
| 8.    | «Monkey Man»             | 3:08     |  |
| 25:45 |                          |          |  |